# The Party Ain't Over Yet
The Party Ain't Over Yet... è il 27° album di studio inciso dalla rock band inglese Status Quo, uscito nel settembre del 2005.

## Il disco
La longeva band inglese celebra il quarantennale pubblicando un lavoro di articolata indole stilistica, capace di fondere momenti di intima riflessione (This Is Me), con tracce boogie rock dai tipici testi nonsense (tra tutte, la potente Gotta Get Up and Go).
La promozione del lavoro è accompagnata dalla partecipazione dei membri della band in qualità di attori a due puntate della soap opera inglese Coronation Street.
L'album si piazza al n. 18 delle charts britanniche.
Singoli: The Party Ain't Over Yet (n. 11 UK); All That Counts Is Love (n. 29 UK).

## Tracce
1. The Party Ain't Over Yet - 3:50 - (David)
2. Gotta Get Up and Go - 4:17 - (Rossi/Young)
3. All That Counts Is Love - 3:41 - (David)
4. Familiar Blues - 5:07 - (Parfitt/Bown)
5. The Bubble - 5:34 - (Bown/Edwards)
6. Belavista Man - 4:21 - (Parfitt/Edwards)
7. Nevashooda - 3:52 - (Bown/Letley)
8. Velvet Train - 3:32 - (Edwards/ Bown)
9. Goodbye Baby - 4:07 - (Rossi/Young)
10. You Never Stop - 4:31 - (Rossi/Parfitt/Edwards/Bown/Letley)
11. Kick Me When I'm Down - 3:16 - (David/Wilder)
12. Cupid Stupid - 3:51 - (Rossi/Young)
13. This Is Me - 4:45 - (Parfitt/Edwards)

## Formazione
- Francis Rossi (chitarra solista, voce)
- Andy Bown (tastiere, chitarra, armonica a bocca, cori)
- Rick Parfitt (chitarra ritmica, voce)
- John 'Rhino' Edwards (basso, voce)
- Matt Letley (percussioni)